# ベニー・ウォレス
ベニー・ウォレス（Bennie Wallace、1946年11月18日 - ）は、アメリカのジャズ・テナー・サクソフォーン奏者。

## 略歴
ウォレスはテネシー州チャタヌーガ生まれ。イーストリッジ・テネシー高校のバンド・ディレクターでドラマーのチェット・ヘッジコス、プロのリード奏者ビリー・アセルトンの勧めで地元のクラブで演奏を始める。アセルトンはステージ・バンド・フェスティバルにゲスト出演し、イーストリッジ高校スウィング・バンドでのウォレスの演奏を耳にした。テネシー大学でクラリネットを学んだ後、1971年にモンティ・アレキサンダーの勧めでニューヨークに移住。アレキサンダーに雇われ、アメリカ音楽家連盟の支部に推薦されたため、実質的に入会が保証された。ウォレスはバリー・ハリス、バディ・リッチ、ダニー・リッチモンドと共演。デビュー・レコーディングは1977年、フリップ・フィリップス、スコット・ハミルトンと行った。彼はサックスに大きな影響を与えた多くの人物として、ソニー・ロリンズやコールマン・ホーキンスなどを挙げている。1985年に復活したブルーノート・レーベルでレコーディングを行った。このレーベルの初期作品には、彼の形成期に最も影響を与えた音楽の多くが収録されており、アルバム『Twilight Time』に収録された多彩なアーティスト陣は、ブルー・ルーム、アムベッツ・クラブ、ケイティーズ・フォー・オクロック・クラブといったチャタヌーガの地元クラブ・シーンで彼が出会った様々な音楽スタイルを反映している。カントリー&ウエスタン、ウエスタン・スウィング、ロックンロールといった音楽は、ギタリストが好む調号やレパートリーへの精通を必要とした。ウォレスはトロンボーン奏者のレイ・アンダーソンとツアーやレコーディングを行い、彼の卓越した技術によって、ジャズとは必ずしも結びつかないような幅広いレパートリーを探求することができた。
ウォレスはロン・シェルトン監督の映画『ブレイズ』と『ハード・プレイ』にオリジナル楽曲を提供している。

## ディスコグラフィ

### リーダー・アルバム
- 『ザ・フォーティーン・バー・ブルース』 - The Fourteen Bar Blues (1978年、Enja)
- 『ライヴ・アット・ザ・パブリック・シアター』 - Live at the Public Theater (1978年、Enja)
- 『ザ・フリー・ウィル』 - The Free Will (1980年、Enja)
- 『プレイズ・モンク』 - Bennie Wallace Plays Monk (1981年、Enja)
- The Bennie Wallace Trio & Chick Corea (1982年、Enja)
- 『ビッグ・ジムのタンゴ』 - Big Jim's Tango (1983年、Enja)
- 『スウィーピング・スロウ・ザ・シティ』 - Sweeping Through the City (1984年、Enja)
- 『トゥワイライト・タイム』 - Twilight Time (1985年、Blue Note)
- 『ジ・アート・オブ・ザ・サキソフォン』 - The Art of the Saxophone (1987年、Denon)
- 『ミスティック・ブリッジ』 - Mystic Bridge (1987年、Enja)
- 『ボーダータウン』 - Bordertown (1988年、Blue Note)
- 『P.S.アイ・ラヴ・ユー』 - Brilliant Corners (1988年、Denon) ※with 山下洋輔
- The Old Songs (1993年、AudioQuest)
- 『ザ・トーク・オブ・ザ・タウン』 - The Talk of the Town (1993年、Enja)
- Bennie Wallace (1998年、AudioQuest)
- 『サムワン・トゥ・ウォッチ・オーヴァー・ミー』 - Someone to Watch Over Me (1999年、Enja) ※旧邦題『やさしき伴侶を』
- 『イン・ベルリン』 - Bennie Wallace in Berlin (2001年、Enja)
- Moodsville (2001年、Groove Note)
- 『ザ・ニアネス・オブ・ユー』 - The Nearness of You (2004年、Justin Time)
- 『ディスオーダー・アット・ザ・ボーダー～ザ・ミュージック・オブ・コールマン・ホーキンス』 - Disorder at the Border (2006年、Enja)

### 参加アルバム
- モーズ・アリソン : 『モーズ・アリソンの世界』 - Ever Since the World Ended (1987年、Blue Note)
- フランコ・アンブロゼッティ : 『クローズ・エンカウンター』 - Close Encounter (1978年、Enja)
- ソロモン・バーク : 『ドント・ギヴ・アップ・オン・ミー』 - Don't Give Up On Me (2002年、Fat Possum)
- アート・ファーマー : Round About Midnight (1981年、Jugoton)
- ジョルジュ・グルンツ : 『レマンの朝』 - GG-CJB (1979年、MPS)
- ナンシー・キング & グレン・ムーア : Potato Radio (1992年、Justice)
- チャック・マローニック : Copenhagen Suite (1979年、SteepleChase)
- マイティ・サム・マックレイン : Give It Up to Love (1993年、AudioQuest)
- オレゴン : 『フレンズ』 - Friends (1977年、Vanguard)
- エリック・ワトソン : Full Metal Quartet (2000年、Owl)
- アンソニー・ウィルソン : Anthony Wilson (1997年、Mama)
- アンソニー・ウィルソン : Goat Hill Junket (1998年、Mama)
- 矢野顕子 : 『GRANOLA』 - Granola (1987年、Midi)